# 聯邦醫療保險D部分
聯邦醫療保險D部分（英語：Medicare Part D，也稱為聯邦醫療保險處方藥福利（英語：Medicare prescription drug benefit））是聯邦醫療保險計劃中的一個選項，目的是幫助Medicare受益人利用支付保費來涵蓋自身給藥的處方藥費用（幾乎所有“專業給藥”的處方藥的費用，都由聯邦醫療保險B部分所涵蓋）。D部分最初是由柯林頓總統於1999年所提出，然後再由各政黨、眾議院、和布希總統在2002年和2003年提出。最後的法案是包括在2003年通過的《醫療保險處方藥，改良和現代化法案》裡面，於2006年1月1日生效（這個法案對Medicare公共C部分也做了修正。不同時期的建議都把D部分當作是一種選項，而與Medicare的其他A、B、C三個部分分開，而且允許透過各地區的私人藥物福利管理機構和藥廠協商藥物的價格。不同時期的差異包括有柯林頓/民主黨的提案中，建議在美國全國維持福利的一致性（相對於最終由共和黨所通過法案中的多重選擇）以及各式各樣的自負額和共付額（包括聲名不佳的"Medicare D部分覆蓋缺口"，或稱"甜甜圈洞（donut hole）"）；布希總統在最初的提議中包括有為中等收入老年人提供真正的災難性保險覆蓋（catastrophic coverage），但這項提議並未包含在最終的提議版本之中，在後來通過的D部分中也沒包括。

聯邦醫療保險和聯邦醫療補助服務中心（CMS）的標誌

## D部分細節

### 資格和登記加入
如果參加Medicare的個人已登記加入Medicare A部分和/或B部分，就有資格獲得D部分對處方藥費用的覆蓋。受益人可通過私人保險公司或其他公司贊助的計劃獲得D部分的藥物福利覆蓋。受益人或者只單獨加入處方藥計劃（Prescription Drug Plan，PDP）作藥物承保，或者可參加公共C部分計劃，這個計劃至少包含所有被Medicare A部分和B部分涵蓋的住院和醫療服務，通常還涵蓋Medicare A部分和B部分所未涵蓋的額外醫療費用，包括Medicare 優惠處方藥計劃（Medicare Advantage prescription drug plan，MA-PD）。（附註：Medicare受益人需要同時加入A部分和B部分才能選擇C部分，而他們只需要單獨加入A，或者B部分，即可選擇D部分。）
在所有Medicare的受益人之中，約有三分之二直接參加D部分，或者是通過公共C部分獲得類似D部分的福利。.另一批為數不小的Medicare受益人，透過前任雇主或者是退伍軍人醫療管理局提供的計劃，也獲得處方藥費用覆蓋。前雇主或工會也有可能贊助以前的僱員/成員的D部分福利計劃（此類計劃稱為雇主團體豁免計劃（Employer Group Waiver Plans），EGWP）。
為此，Medicare的受益人可以直接通過計劃的贊助人登記加入，也可通過保險經紀或由CMS運營的交易所（稱為"Medicare計劃搜尋者（Medicare Plan Finder）"）間接登記加入；不論登記加入的管道如何，受益人所能享受的福利以及收到額外的補助金和權利都相同。已經加入的受益人可在年度登記加入期間（annual enrollment period）或在一年中的其他時間（特殊情況下），為下一個年度選擇其他計劃，或者退出C/D部分。每年的登記加入期間都定在10月15日到12月7日，但在2019年對於C部分的登記加入時間有所變化。特別是接受美國社會安全保險額外幫助/低收入補助（Extra Help/LIS（Low-Income Subsidy ））的低收入老年人，和接受州藥物援助計劃的許多中等收入老年人，可在一年內多次選擇不同的計劃，也可以多次放棄C/D部分。
如果首度符合參加D部分的受益人，但並未登記加入，後來又想加入的話，但如果他們在當時沒有其他來源的保險覆蓋（例如雇主，或者是退伍軍人醫療管理局所提供），則必須繳納滯納金（基本上就是附加費）才能參加。這項罰款是用國家保費指數的1％乘以他們有資格之後，但未參加D部分，而同時又沒別的有信譽的保險覆蓋的空窗期（完整日曆月份的數目）。當受益人選擇加入D部分時，這種罰款就加在D部分的每月費用之上。
在2018年5月，美國登記加入的人數超過4,400萬人，其中包括獨立D部分的加入者，和C部分計劃包括類似D部分的加入者。這些受益人中約有20％是在EGWP藥物計劃中，由前雇主代表這些人獲得D部分補助。後面兩組（C部分計劃包括類似D部分的加入者，及參加EGWP藥物計劃者）並沒有與獨立D部分加入者組相同的選擇自由，因為他們使用的是C部分贊助人，或者是他們前雇主所選擇的D部分計劃。

### 可用計劃
Medicare D部分與Medicare A部分和B部分不同，沒有公共的選項，所有計劃均由私人保險公司提供。
截至2018年5月，CMS和計劃管理者（私人保險公司）之間已經簽署700多個D部分的藥物保險計劃合同，由於計劃管理者可在不同的縣實施各稍有不同的計劃，表示實際上計劃的數目會有數千個。在單獨一個縣，可能有三到三十個計劃以供受益人選擇。好讓加入者能選擇最能滿足其個人需求的計劃。自D計劃開始實施以來，可用的計劃數量一直在下降，但是幾乎所有縣仍提供好幾個選擇。
計劃管理者必須提供具有符合最低"標準"的福利，或是在精算上等同於標準的保險計劃，他們還可提供包含更慷慨福利條件的計劃（例如，在初始支付階段沒自負額）。名詞如"標準"、"精算上等價的"、和"更慷慨的"與計劃的自負額/共付額/處方表/Medicare D部分覆蓋缺口（甜甜圈洞）/首選藥房等方面有關，除了會增加或減少個人選擇之外，與受益人沒有直接關係。每個保險計劃在投入市場之前都要經過CMS的核准。
（附註：人們通常會說甜甜圈洞會被消除；但從技術上講，這並不正確。"甜甜圈洞"也稱為Medicare D部分覆蓋缺口階段；之前處於缺口中的時候，受益人的共付額是100％。到2020年，缺口中的"標準"共付額將為25％，與"標準"初始支付階段的相同。還需注意的是，相對於享有Medicare覆蓋的總人數，無論是在甜甜圈洞還是災難性的支出階段，在財務上受到影響的人數目其實並不多。）
Medicare提供一個稱為Medicare計劃搜尋者的互動式線上工具，這項工具可把同一地理區域內所有保險計劃的承保範圍和成本作比較。用戶可輸入藥物清單以及藥房選擇，以及是否具有Social Security Extra Help/LIS身份，工具即可顯示每個計劃受益人的年度總費用，以及每個支付階段（初始、缺口、災難性）中每種藥物保險計劃的每月保費、自付額、和價格的清楚明細。保險計劃必須在同一年度，每隔一週就得把網上的價格和處方表資訊更新。

### 受益人負擔成本

#### 受益人費用分攤（自負額，共同保險等）
2003年通過的《醫療保險處方藥，改良和現代化法案》（MMA）所制定的標準藥物福利，所有D部分保險計劃都必須包含在內。標準藥物福利是根據福利的結構來定義，並未規定必須涵蓋的藥物。例如，在2013年，標準福利要求受益人支付325美元的自負額，然後受益人必須負擔藥品費用的25％的共同保險金額，最高達到初始階段的覆蓋上限的2,970美元（包括處方藥的零售價格的全部）。
一旦達到此初始階段的上限，受益人就必須支付處方藥的全部費用（扣除52.5％的品牌藥折扣），直至自付費用總額達到4,750美元（不包括保費和保險公司支付的任何費用）。這個2,970美元到4,750美元的區間，被稱為"甜甜圈洞"。一旦受益人達到自付費用的門檻上限（即4,750美元）之後，他們就有資格享受到災難性保險的覆蓋。在災難性保險覆蓋的範圍，他們將支付的共同保險費用是藥品費用的5％，或是學名藥費用2.6美元，兩者取其高；或者，藥品費用的5％，或是品牌藥費用6.6美元，兩者取其高。災難性保險的覆蓋金額是按年度計算，在保險年度結束前達到災難性保險金額的受益人，將在下一個保險年度開始時重新開始計算自負額。並非所有福利年度都與日曆年度的計算一致，但這情況並不多見。2014年，甜甜圈洞和災難覆蓋的門檻金額略有下降，通常金額在給定年份之間會略有上升和下降。
標準藥物保險福利不是D部分計劃中最常見的福利組合。在2010年，只有11％的計劃單獨提供上述的標準福利。不同計劃所擁有的處方表和費用分攤方式差異很大。大多數的計劃都把自負額刪除，並且使用分級式的共付額，而沒用共同保險的安排。用來計算各種藥物總自付費用的叫做真實自付費用（True Out-Of-Pocket ，TrOOP）（TrOOP），它被用來計算受保者達到年度災難性覆蓋之前的費用門檻。被列入TrOOP的支出僅限於購買受到規定藥物時才會計入。受益人的每月保費不計入TrOOP。
根據2010年的《患者保護與平價醫療法案》（PPACA），會有一系列措施（包括品牌處方藥折扣、學名藥折扣、和逐漸增加的自付費用比率）逐步把"甜甜圈洞"的影響降低。"甜甜圈洞"在2020年之後仍會繼續存在，但其影響將會被某種尚待確定的方式所改變，因為保險計劃管理者必須在自付費用方面，針對費用在災難性水平以下的受保者作同等對待（無論受保者是在甜甜圈洞內與否）。也就是說，在"標準利益"之下，所有級別的所有藥物都要繳納25％的共付額，而自2014年起，在第1級別的許多藥物都不用支付共付額。
大多數保險計劃都設有特殊藥物級別，有些計劃對注射藥物有單獨的福利級別。這些級別中藥品的受益人費用分擔會更高。

#### 受益人保費
受益人為D部分藥品計劃（PDP）支付的每月平均（加權）保費，在2009年為35.09美元，較2008年的29.89美元有所增加。預計2010年的保費也將增至38.94美元。2014年的平均每月保費約為30美元。但是所謂平均保費是一種誤導性的數據，因為它是保險公司提供保費的平均數，而不是受保人實際支付的保費。大多數保險公司提供成本非常低的保險計劃（例如每月15美元），但是少有人會選擇它們。這樣平均值就被降低，但不能反映出市場的實際情況。
2007年，參加PDP計劃的受益人中，有8％的人選擇一種可部分覆蓋甜甜圈洞的保險計劃。參加Medicare優惠處方藥計劃 （Medicare Advantage prescription drug plan，簡稱MA-PD）的受益人中，加入有覆蓋甜甜圈洞保險計劃的人佔33％（高於2006年的27％）。能夠覆蓋甜甜圈洞的計劃，要支付的保費高很多。隨著甜甜圈洞逐漸縮小，這些計劃就變得漸趨不普遍。由於Social Security Extra Help/LIS的受益人從未受到這種甜甜圈洞（缺口）的影響，許多州的藥品援助計劃也為中等收入老年人提供缺口的保護，因此這種缺口保險從未特別流行。
D部分主要計劃的保險公司（贊助者）正逐步把他們昂貴的計劃揚棄，而去開發成本更低的計劃。

### 對低收入者的補助和對中等收入者的協助
對於那些為藥品費用所困擾的低收入者，政府會提供補助。收入低於聯邦貧窮標線150％的人就有資格獲得，幫助他們支付全部或部分的每月保費、年度自負額、和共付額。 CMS估計2009年有1,250萬D部分受益人有資格獲得低收入補助。
這項補助對2013受益年度的影響如下：
| 級別 | 自負額     | 學名藥共付額 | 品牌藥共付額 | 災難性覆蓋                           |
| ---- | ---------- | ------------ | ------------ | ------------------------------------ |
| 1    | 0美元      | 2.65美元     | 6.60美元     | 完全沒有共付額                       |
| 2    | 0美元      | 1.15美元     | 3.50美元     | 完全沒有共付額                       |
| 3    | 0美元      | 0美元        | 0美元        | 完全沒有共付額                       |
| 4    | 上限66美元 | 15%          | 15%          | 學名藥2.65美元及品牌藥6.60美元共付額 |

除了"免費"之外，Social Security Extra Help/LIS的最重要好處是受益人沒有承擔"雙重甜甜圈洞"費用的風險，並且可每月更改計劃。此外，在許多州，州藥品援助計劃在中等收入老年人的保險缺口上提供類似的保護，並允許受益人在年度加入/重新加入期間之外，可以更改保險計劃一次。

### 受排除藥物
CMS沒建立處方表，但D部分覆蓋的藥品不包括未經美國食品藥品監督管理局（FDA）批准的藥品、作仿單標示外使用的藥品、在美國無法購買的處方藥、以及根據B部分可覆蓋的藥品。
D部分覆蓋的藥物不包括被聯邦醫療補助（Medicaid）排除的藥物（或藥物類別）。例如：
- 用於治療厭食症、減重、或增重（英语：weight gain）的藥物
- 促進生育能力的藥物
- 用於治療勃起功能障礙的藥物
- 用於美容的藥物（例如促進頭髮生長等）
- 用於緩解咳嗽和感冒症狀的藥物
- 處方維生素和礦物質產品，產前維生素（英语：prenatal vitamins）和牙氟化物治療（英语：Fluoride therapy）兩項藥物除外
- 藥廠要求將其藥品的測試或者監測，必須經由它們自己，或者經過藥廠指定的廠商來實施的藥品

雖然這些藥物不包括在D部分的“基本”保險覆蓋之內，但如果它們符合D部分藥物的定義，則藥物計劃可將它們包括在“補充”福利裡面。但是，如果計劃包含被排除藥物在內的時候，這些藥物的費用不得向Medicare申請報銷，如果包含有這種藥物，而且已經向Medicare申請報銷，則必須把錢償還給CMS。D部分計劃有覆蓋用於治療癲癇、癌症、或慢性病的所有苯二氮䓬類以及巴比妥類藥物。當初這兩種藥物被排除在外，直到《2008年Medicare改善患者和醫療機構法案》通過後才被納入。

### 計劃處方表
D部分計劃不需要為所有涵蓋的藥物做支付。D計劃有自己的處方表（或稱他們願意支付的藥物清單），前提是CMS並未發現這處方表和藥物福利結構會促使某些Medicare受益人不加入。遵循美國藥典規定的D部分保險計劃，它們所涵蓋的處方表分類和類別的藥物，即表示已經通過第一次的區分篩選。D部分的保險計劃，如果在年度內的60天前收到遭受影響的患者的通知，CMS就會將處方表中的藥物作更改。
一般而言，計劃針對每種藥物的分級共付額僅適用於抵達覆蓋缺口之前的初始階段。
不同的D部分保險計劃的處方表之間，主要的區別在於品牌藥的覆蓋範圍。
通常，每個計劃的處方表都分為幾級，並且每一級都設有它們的共付額。大多數處方表具有3至5個階級。階級越低，共付額就越低。例如，第1級可能包括計劃的所有首選“學名藥”，並且在這個階級中的每種藥物，在每張處方箋中需要支付5至10美元的共付額。第2級包含計劃的首選“品牌藥”，共付額為40美元至50美元，而第3級是為計劃中所涵蓋的非優先品牌藥物保留，它們的共付額較高，差不多是70美元至100美元。第4級或者更高階級包含的是特殊藥品，這些特殊藥品的價格最貴，共付額最高。到2011年，美國市場已有越來越多包含特殊藥品級別的D部分保險計劃。:1

### 協助受益人的計劃
CMS資助一項全國性的顧問計劃，以協助所有Medicare受益人（包括Medicare雙重合格的受益人）針對保險計劃作選擇。這個顧問計劃稱為州醫療保險協助計劃（State Health Insurance Assistance Program，SHIP）。

## 歷史
Medicare D部分最初是由柯林頓總統在1999年所提出。當初的提議的根據是出自眾議員南希·佩洛西和參議員湯姆·達施勒較早提出的版本。這些在1990年代後期到2000年的提議（未包括支出階段結構，但包括Medicare本身不會進行藥物價格談判的事項）與當前的D部分基本上相同。法案通過以來的主要變化是逐漸把"甜甜圈洞"的共付款從100％降低至25％。
處方藥價格不斷上漲，而受到這種價格上漲負面影響最大的人群是老年人。布希總統於2002年將Medicare D部分提議送入眾議院，但提議隨後在參議院中卡住。很明顯，美國的老年人（已經轉向加拿大購買價格較低的藥品）需要一位倡導者，以便建立一個可對加拿大藥品作認證的委員會，便利加拿大藥房和美國消費者之間展開跨境業務。幾位加拿大最大的藥房公司的首席執行官們前往華盛頓參加North American Pharmacy Accreditation Commission（NAPAC）峰會，並與布希總統（以及參眾兩院的兩黨人士）會面。最後，加拿大的藥房公司拒絕支持NAPAC，而選擇自我認證。但是自我認證的結果是導致大量仿冒藥品從加拿大出口到美國。
顯然，由於從加拿大賣到美國的處方藥價格比美國製品低，但是到2018年4月，有證據顯示這樣的做法也可能導致跨境銷售為數達百萬的偽藥，造成健康上的風險。受到美國司法部處罰的網上商店CanadaDrugs.com是最大的假冒癌症藥物進口商之一。 
直到布希總統決定必須解決美國處方藥的高成本問題。
在隨後的幾個月中，人們開始為低價處方藥遊說，價格很顯然的是一個該處理的問題。 網頁Pillbot為消費者提供第一個免費的網上藥品價格比較工具，這工具因其創新技術而在《Money Magazine》上獲得報導，PillBid（Pillbot的姊妹網站，為搜尋低價處方藥之用）在2001年的《Money Magazine》上，在六個網站中被投票評選為“最佳網站”，根據《紐約時報》的報導，這兩個網站從未被Medicare作為製作價格比較網站（合約金額3百萬美元)的候選者。事實證明，已經有人免費向政府提供價格比較的技術，但是政府人士還是認為最好還是要找付費的，不論是否已有免費的技術可用。
由於遊說努力將便宜的藥品從加拿大帶入美國境內（伴隨著無數種冒牌藥物混入美國人的風險）的壓力越來越大，再加上大型藥商的遊說活動以阻止加拿大藥品的輸入，布希總統在2003年11月簽署這項Medicare D部分的法案。布希在簽署法案的時候說：
這項改革是政府充滿活力和同情心的作為。我們透過為老年人提供優質的醫療衛生服務，來表達對老年人尊嚴的關注。我們透過給予老年人更多的選擇，和更多的決策控制權，給予他們尊重。我們讓個人為自己的醫療衛生做決定。多年來，老年人在Medicare所碰到的挑戰相當明顯，經歷過許多辯論，政治鬥爭，仍沒什麼改革。在第108屆國會時，這一點終於獲得改變。今年，我們以專注和毅力面向挑戰。我們自己處理問題，而不是將它們丟給未來的政府和未來的國會。我們把舊有的兩黨分歧給克服。我們信守承諾，解決問題。這項法案是兩個政黨成員共同的成就。是美國老年人的勝利。
在2006年1月計劃開始時，預計有1,100萬人享受到Medicare D部分的保障；其中600萬人將具有Medicare雙重合格。由雇主所覆蓋的200萬人可能會因此失去其僱員身份的保險福利。
CMS稱，截至2007年1月30日，通過Medicare D部分（D部分藥品計劃（PDP）和Medicare 優惠處方藥計劃（MA-PD）兩者合併）接受處方藥保險覆蓋的美國人有近2,400萬人。Medicare還提供其他藥物保險覆蓋的方法，包括退休人員藥物補助、聯邦退休人員計劃（例如軍人醫療保險和聯邦僱員醫療福利計劃（FEHBP））、或其他來源（例如美國退伍軍人事務部）。把這些類別的人加在內，享有聯邦政府處方藥保險覆蓋的人數超過3,900萬。
美國退休者協會在2007年11月發布的一項調查中發現，有85％的計劃參與者對他們的計劃表示滿意，而有78％的參與者表示，他們在選擇計劃的時候會做出很好的決定。

## 藥物保險計劃成本
截至2008年底，D部分的每位受益人年均成本為1,517美元，這項計劃在2008年的總支出為493億美元。
從預算的角度來看，D部分實際上是由三個不同的計劃所組成：
- 花在低收入Medicare受益人（佔總體Medicare受益人的20％）和C部分裡面低收入者的藥物費用約佔40％。這筆費用在D部分實施之前主要由Medicaid、退伍軍人醫療管理局、和州藥品協助計劃提供覆蓋。這一組裡面的人很大一部分人也受到Medicaid覆蓋。

- 大約40％是保費補助，提供給中等收入的Medicare受益人和C部分的其他人（約佔Medicare總人數的40％）的藥物保險。在D部分實施的頭五年之後，美國政府問責署的研究顯示，"D部分預算"中的這一部分似乎將其他與醫療服務相關的Medicare費用壓低，因為受益人更會持續用藥。從長遠來看，這種費用對享受到D部分的中等收入者而言會物有所值。

- D部分預算中有約20％，是支付災難性藥物成本的再保險之用。D部分支付TrOOP（即在甜甜圈洞，災難性費用門檻開始之前的藥品總費用）費用的95％。這部分預算為大約佔1％的Medicare重症患者提供協助。

### 補貼計算
截至2015年，D部分計劃要求多家私營保險公司公司競標，然後利用這些競標的數字來估算補助，再根據消費者的風險評分額外增加補助。

## 利用成本
“MedicareD部分利用成本衡量”是指對特定保險公司提供的計劃所涵蓋處方表藥物所加予的限制。利用成本衡量包括有試圖降低保險公司成本的技術。這種衡量包含的三種方法是數量限制、事先核准、和逐步療法。
數量限制
是指在給定日期之內可用到的最大藥物量。例如，一個計劃可能會規定在30天內只覆蓋90顆的特定藥物。
事先核准
要求醫事人員在開立特定藥物之前必須先獲得保險計劃的核准。保險公司對於經常濫用的藥物會作這樣的規定。事先核准有助於確保患者接受正確的藥物治療。
逐步療法
是在療程中，計劃要求個人在使用同樣療效但價格較高的藥物之前，曾嘗試並證明指定的低價藥物無效。

## 實施時碰到的問題
- 保險計劃與醫療衛生提供者的目標一致性：PDP和MA-PD是著重在運用低成本藥品給予所有受益人，而提供者是著重在醫療照護的品質-有時會涉及到昂貴的技術。
- 相互衝突的目標：保險計劃要求受益人有分級的豁免程序，以便以較低的成本獲得更高級別的藥物，計劃必須對醫療上必要而作例外的處理。
- 缺乏標準：由於每個保險計劃都可設計其處方表和等級級別，因此一個計劃中出現在第2級的藥物，可能在另一計劃中屬於第3級。共付額可能因此而不同。有些計劃沒有自負額，而最昂貴藥物的共同保險費率差異甚大。一些計劃可能會堅持實施逐步療法，這表示患者必須先使用學名藥，然後才能使用高價藥物。病人可申訴，要求保險公司在很短時間內做出回應，以免加重病人的病情。
- D部分電子處方的標準與美國許多州的法規相抵觸。[29]

## 對受益人的影響
在2008年所做的一項研究發現，由於費用問題，而報告放棄藥物治療的Medicare受益人，百分比隨著D部分實施後而下降，從2004年的15.2％和2005年的14.1％，下降到2006年的11.5％。報告為藥物付費而放棄其他基本必需品的百分比，也從2004年的10.6％和2005年的11.1％，下降到2006年的7.6％。病況最重的受益者報告沒減少藥物治療，但是較少的人報告因為醫療費用而放棄其他基本必需品。
一項並行的研究發現，D部分受益人跳過用藥劑量、或者改用較便宜的藥物、而且許多人對於計劃不了解。另一項研究發現，D部分導致平均用藥量適度增加，而平均自付費用有所減少。同一組研究人員的進一步研究發現，對於受益人的淨影響是學名藥的使用減少。
進一步的研究得出的結論是，儘管在D部分實施的第一年內，Medicare受益人的自付費用大幅度減少，使用率適度增加，但尚無證據表明在急診室的使用、住院、或偏好性設施服務方面有所改善。另外還發現，D部分對於Medicare雙重合格人員的自付費用、每月總支出、服藥日數、或處方藥總支出，沒有明顯的改變趨勢。
一項在2020年所做的研究發現，Medicare D部分導致65歲以上仍有全職工作的人數急劇減少。作者說，這是種證據，表示在D部分實施之前，人們為保住雇主資助的醫療保險而不願退休。

## 批評
聯邦政府不得像聯邦機構在其他的計劃中一樣，與藥廠協商D部分的藥品價格。美國退伍軍人事務部（VA）可協商藥品價格並制定處方表，與D部分相比，平均而言VA所支付的藥品費用據估計要少上40％ 至58％。VA涵蓋的品牌藥種類僅為典型D部分計劃所涵蓋的一半。
問題的部分原因是Medicare不直接支付D部分藥物的費用，因此沒實際的藥品價格談判槓桿力量。D部分藥品提供者才是擁有私人保險公司價格談判槓桿力量的群體，與實際使用Medicare A部分和B部受益者的4,000萬左右的消費者相比，這個群體有更大的價格槓桿力量。
現在雖有[經常為老年人開具的]處方表的一般版本可供使用，但是五家[示例性Medicare D部分]保險公司中的三家，它們所提供的保險計劃處方表中是不包含前述藥物的部分或是全部 ...此外，學名藥的價格不會比同等效果品牌藥的價格低過很多。20毫克的辛伐他汀（學名藥）的最低價格比在VA提供的類似效果品牌藥Zocor（素果）的價格高出706％。舍曲林鹽酸鹽（學名藥）的最低價格比在VA提供的類似效果品牌藥Zoloft（樂復得）的價格高47％。"——美國家庭協會（美國健康消費者宣傳組織）2007年報導標題，"不二價：Medicare藥物計劃帶來高價"
談起如果允許Medicare協商藥品價格，預計可節省多少錢，經濟學家Dean Baker提出"在最保守的極高成本情況下"，在2006年至2013年之間為3,320億美元（每年約500億美元）。諾貝爾獎得獎經濟學家約瑟夫·史迪格里茲在他的《不平等的代價》一書中估計，"在中等成本情況下"，"運用相同的預算"，節省可達5,630億美元。:48
領導這項D部分方案在眾議院通過的前眾議院議員比利·陶贊（共和黨籍），在法案通過後不久即退休，跑去擔任一家主要的行業遊說組織美國藥品研究與製造商協會（PhRMA）的總裁，年薪200萬美元。Medicare的最高主管Thomas A. Scully威脅他屬下首席精算師Richard Foster，如果Richard在報告時說出法案的實際經費，就要將他解僱，而Thomas A. Scully在國會討論這項法案的時候，就在談判擔任藥廠遊說客的新工作。法案通過後，有14名國會助理立即辭職，從事相關藥廠的遊說工作。
作為回應，提倡自由市場經濟的智庫曼哈頓政策研究所發表由哥倫比亞大學企管教授弗蘭克·利希滕貝格（Frank Lichtenberg）的報告說，VA國家處方表並未包括許多新藥（在1990年代被FDA核准的新藥只有38％，而在2000年以來被FDA核准的新藥只有19％被包括在VA國家處方表之中）。
在2012年，D部分計劃要求醫療總費用達到2,930美元到4,700美元之間的Medicare受益人，支付處方藥100％的費用。（實際的門檻金額逐年和不同計劃而有變化，許多計劃在此階段中也會提供有限度的覆蓋。）雖然身處這一覆蓋缺口的人並不多，但約有25％參加標準計劃的受益人是身陷其中。
巴拉克·歐巴馬當年在競選總統時提出 "把'甜甜圈洞'關閉"的建議，隨後又提出將身陷其中的受保人費用從100％降低到50％，而在降低費用計劃中，品牌藥品費用將由藥廠承擔，學名藥費用將由政府承擔。美國退休者協會對這項提議表示歡迎。

## 其他參考資料
- Cost and Utilization of Outpatient Prescription Drugs Among the Elderly: Implications for a Medicare Benefit, 2003, Nashville, Tenn
- Managed Care Programs （页面存档备份，存于）
- The American Journal of Managed Care （页面存档备份，存于）
- Zhang J, Yin W, Sun S, Alexander GC. Impact of Medicare Prescription Drug Benefit on the use of generic drugs Journal of Internal Medicine. 2008;23:1673-1678.
- Yin W, Basu A, Zhang J, Rabbani A, Meltzer DO, Alexander GC. Impact of the Medicare Part D Prescription Drug Benefit on drug utilization and out-of-pocket expenditures （页面存档备份，存于） Annals of Internal Medicine. 2008;148:169-177.
- Epstein, AJ; Rathore, SR; Alexander, GC; Katcham, J. . American Journal of Managed Care. 2008, 14: SP5–SP13.
- Federman, AD; Alexander, GC; Shrank, WH. . Mayo Clinic Proceedings. 2006, 81 (9): 1217–1221. PMID 16970218. doi:10.4065/81.9.1217 .
- (PDF). Tip Sheets. Centers for Medicare and Medicaid Services. February 2011. CMS Product No. 11219. （原始内容 (PDF)存档于2010-12-04）.

## 進一步閱讀
2019
- McManus, John. . Life Science Leader. July 2019, 11 (7): 10–11.

2007
- "The Big Drug Scam", by Rich Lowry, National Review Online, January 16, 2007.

2006
- "A Recipe for Cynicism", by Jonah Goldberg, National Review Online, November 29, 2006.
- "Success of Drug Plan Challenges Democrats" （页面存档备份，存于）, by Lori Montgomery and Christopher Lee, Washington Post, November 26, 2006.
- "Medicare Part D Gets a Bipartisan F", by Jerry Mazza, Online Journal, February 3, 2006.
- "Part D From Outer Space" （页面存档备份，存于）, by Trudy Lieberman, The Nation, January 30, 2006.
- The States Step In As Medicare Falters; Seniors Being Turned Away, Overcharged Under New Prescription Drug Program （页面存档备份，存于）, by Ceci Connolly, Washington Post, Saturday, January 14, 2006.
- Troubles with Medicare Prescription Drug Program （页面存档备份，存于）, PBS NewsHour with Jim Lehrer, January 16, 2006.

2004
- "The Great Society Meets the 21st Century", by Michael Johns, Orthopedic Technology Review, January 2004.

## 外部連結
政府來源
- Centers for Medicare & Medicaid Services (CMS) （页面存档备份，存于）.
- Medicare.gov （页面存档备份，存于）, the official website for people with Medicare.
  - Prescription Drug Coverage homepage （页面存档备份，存于） at Medicare.gov, a central location for Medicare's web-based information about the Part D benefit.
    - "Landscape of Plans", at Medicare.gov, state-by-state breakdown of all Part D plans available by area, including stand-alone (drug coverage only) plans and other coverage plans.
    - State Pharmaceutical Assistance Programs at Medicare.gov, links to contact information for each state's SPAP program.
    - Enroll in a Medicare Prescription Drug Plan at Medicare.gov, the web-based tool for enrolling online in a Part D plan.

  - Official Medicare publications （页面存档备份，存于） at Medicare.gov, includes official publications about the Part D benefit.
    - Medicare & You handbook for 2006 at Medicare.gov, includes information about the Part D benefit.

  - Information about the 1-800-MEDICARE helpline （页面存档备份，存于） from Medicare.gov, a 24X7 toll-free number where anyone can call with questions about the Part D benefit.

其他來源
- "Medicare Part D Briefing Room", from the American Society of Consultant Pharmacists.
- "Medicare Prescription Drug Benefit Weekly Q&A Column", from the Kaiser Family Foundation.
- "My Medicare Matters" （页面存档备份，存于）, sponsored by the National Council on Aging.
- "Medicare Part D Health Issues", from the National Senior Citizens Law Center.
- "Bob Dole On Medicare" - Enrollment/education campaign by former Senator Bob Dole and Pfizer.
- Spending Patterns for Prescription Drugs under Medicare Part D （页面存档备份，存于） Congressional Budget Office
- "Press Gaggle" （页面存档备份，存于） with Scott McClellan and Dr. Mark McClellan that includes discussion on Medicare prescription drug benefit, August 29, 2005.